# اتوز-آدیر (شهرستان قره‌سو)
اتوز-آدیر (به لاتین: Otuz-Adyr) یک منطقهٔ مسکونی در قرقیزستان است که در شهرستان قره‌سو (قرقیزستان) واقع شده‌است. اتوز-آدیر ۵٬۸۷۵ نفر جمعیت دارد و ۱٬۰۱۱ متر بالاتر از سطح دریا واقع شده‌است.